# Arbanaška (miasto Prokuplje)
Arbanaška (cyr. Арбанашка) – wieś w Serbii, w okręgu toplickim, w mieście Prokuplje. W 2011 roku liczyła 29 mieszkańców.